# ベニバナヤマシャクヤク
ベニバナヤマシャクヤク（紅花山芍薬、学名：Paeonia obovata Maxim.）は、ボタン科ボタン属に分類される多年草の1種。種小名（obovata）は、倒卵形を意味する。和名は山に生育し、全体がシャクヤクに似ていて、薄紅色の花をつけることに由来する。

## 特徴
高さ30-50 cm。葉は2-3枚が互生し、2回3出複葉で裏面に軟毛が生える。

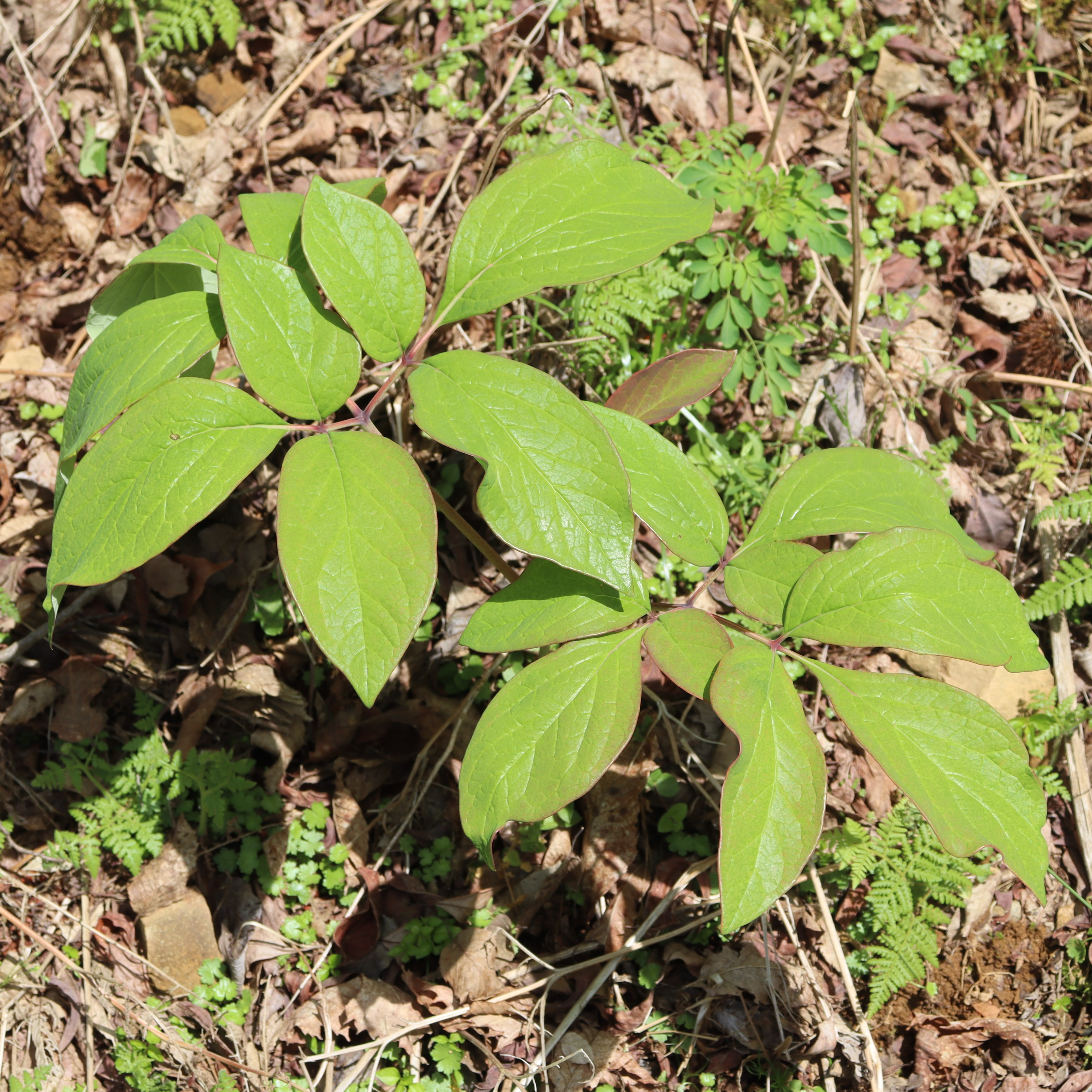
葉は2-3枚が互生し、2回3出複葉
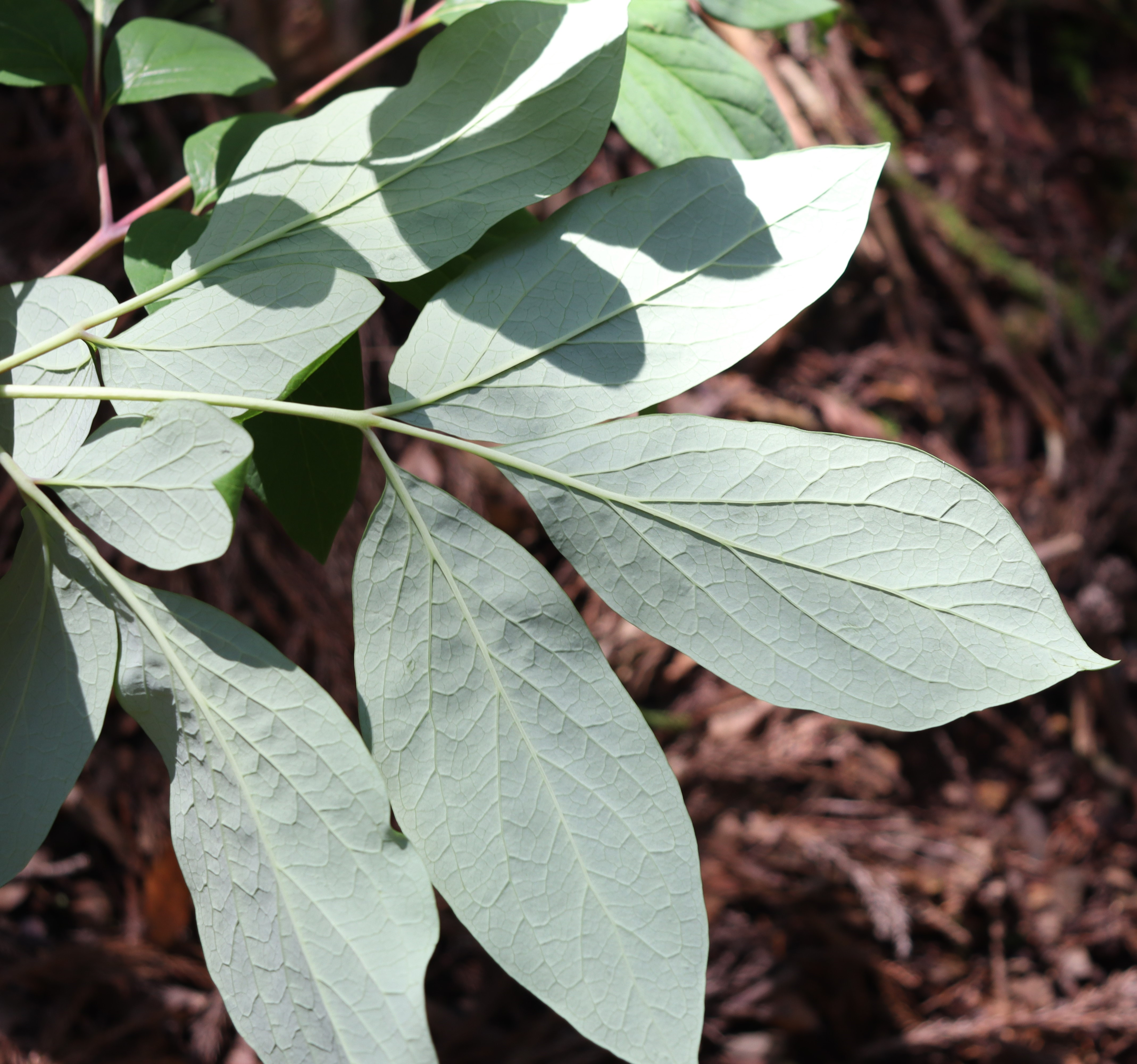
葉の裏面

茎の先端に薄紅色の直径4-5 cmの花を1個つける。白色の花をつける個体の地域もある。ヤマシャクヤクによく似ているが、雌蕊の柱頭はヤマシャクヤクが短く、少し外側に曲がるだけに対して、本種は長くのび、著しく湾曲する。花期は4-6月。

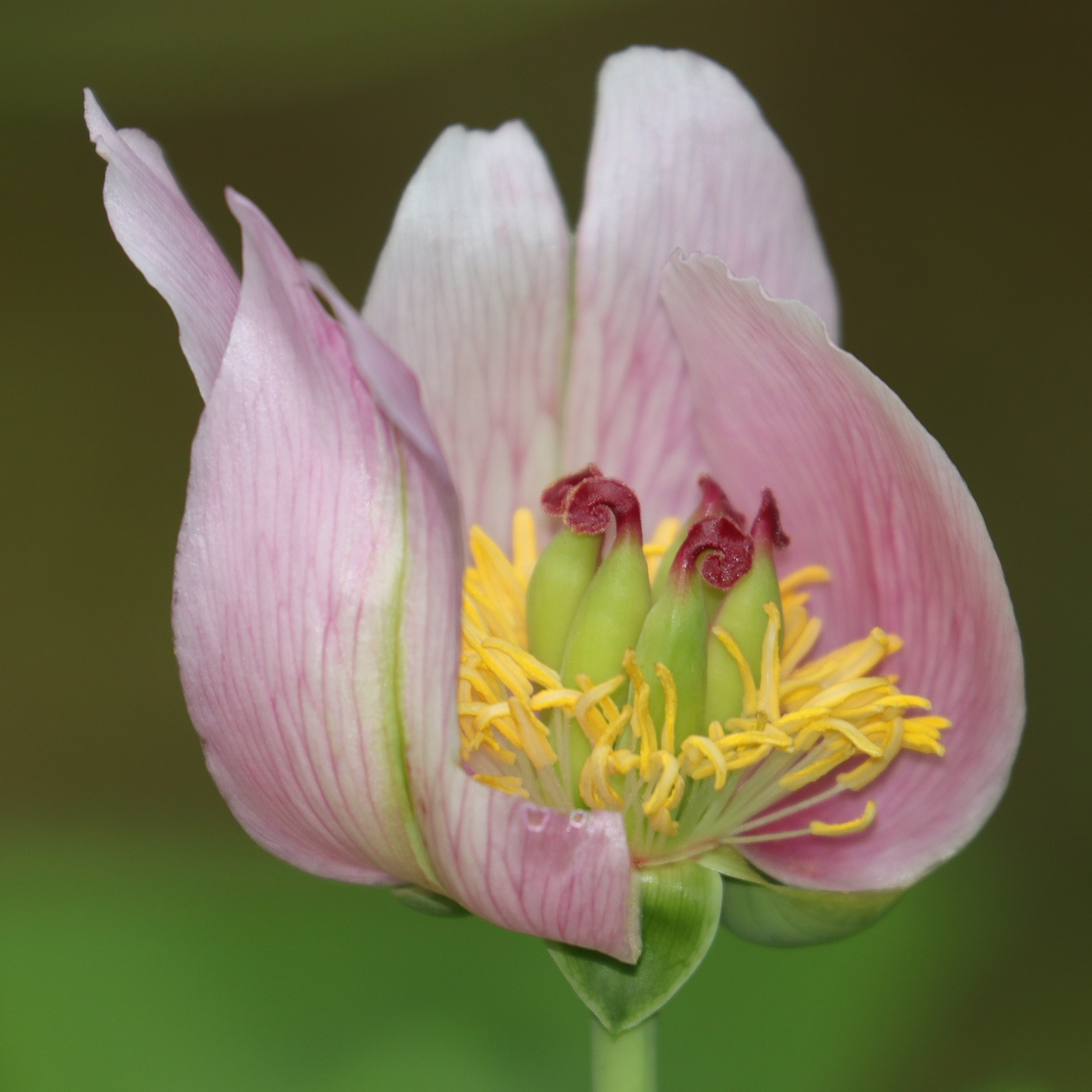
花弁は薄紅色、雌蕊の柱頭は長くのび、著しく湾曲する
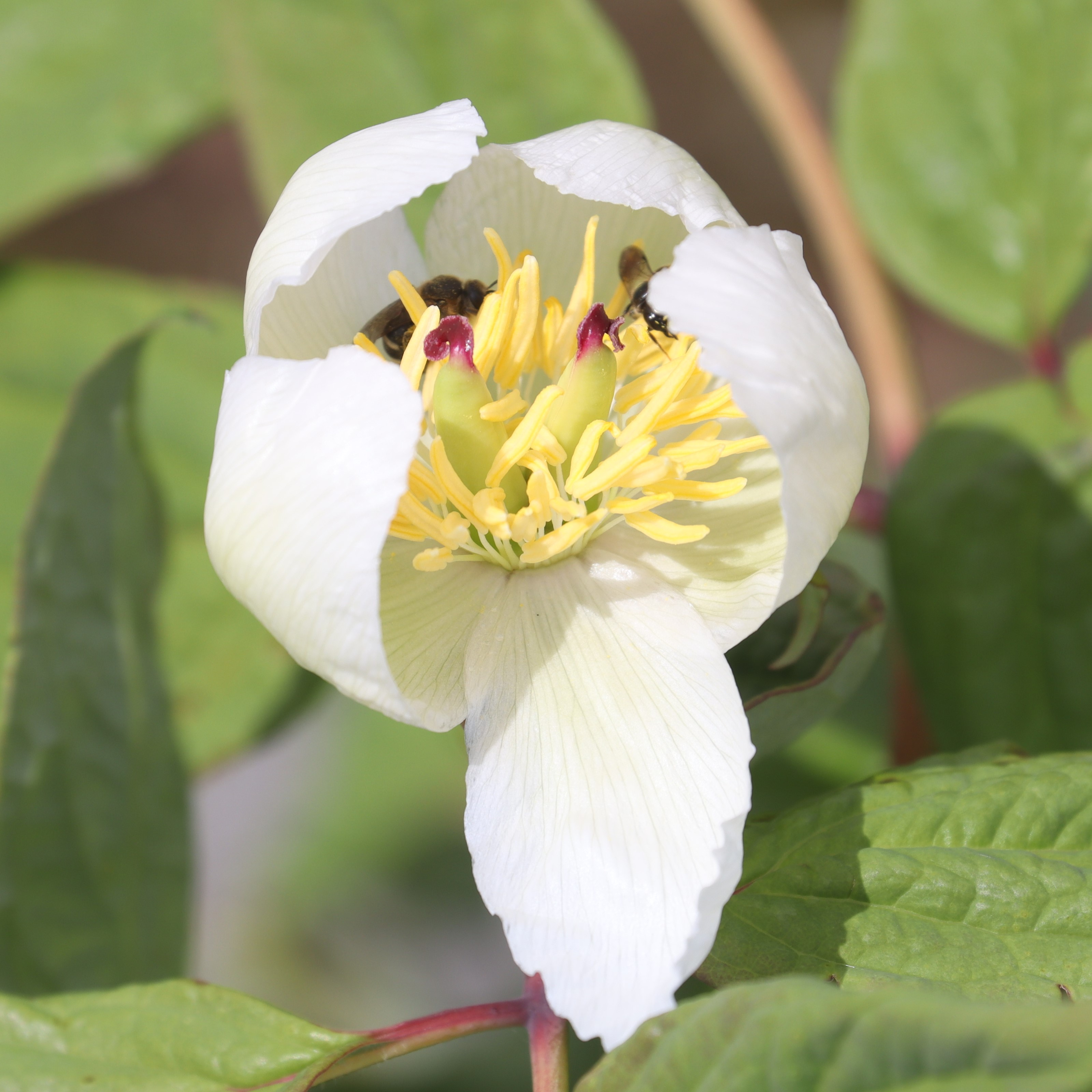
白色のベニバナヤマシャクヤクの花弁
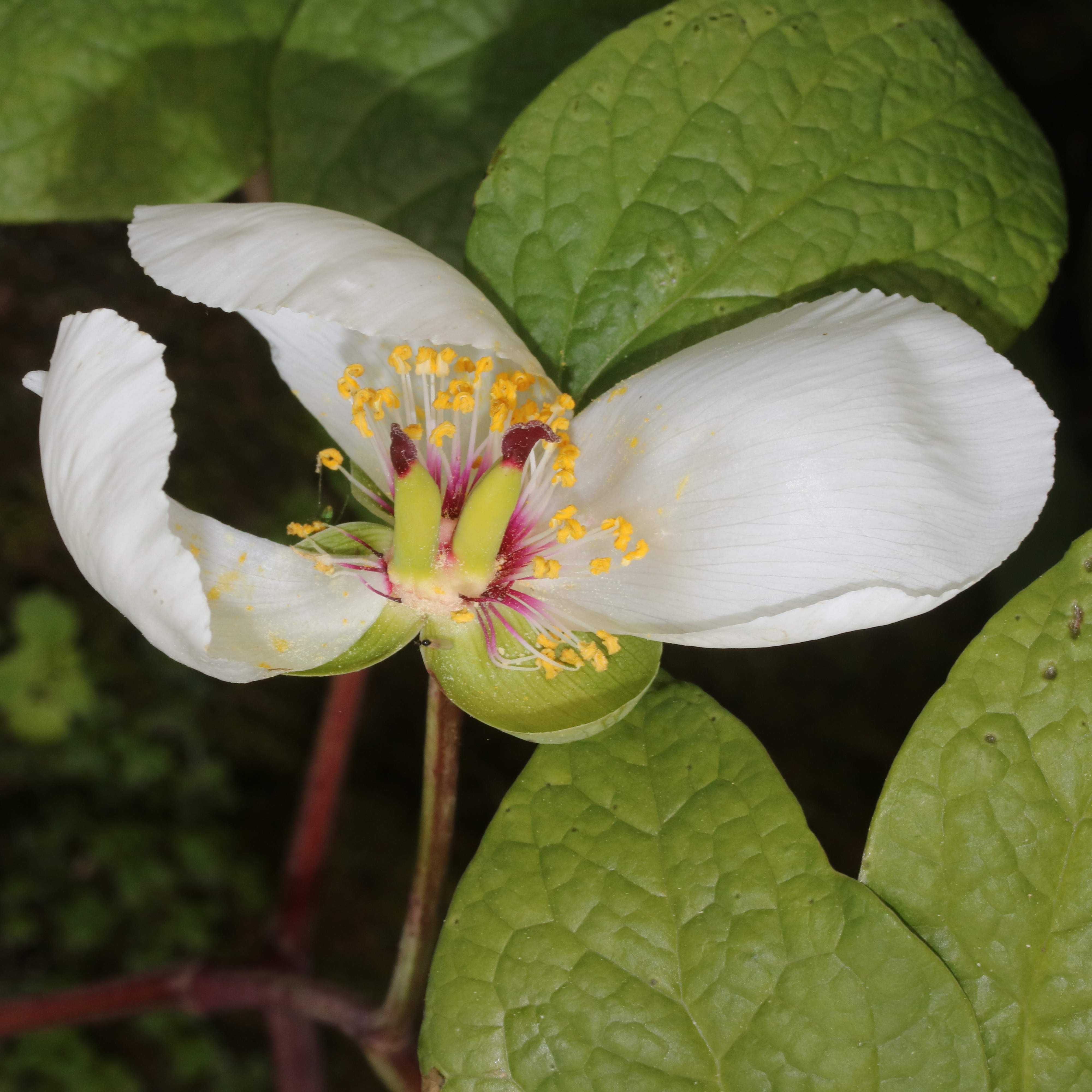
ヤマシャクヤクの雌蕊の柱頭は短く、少し外側に曲がるだけ

果実は袋果で開出し、種子は黒色で球形、不稔種子は赤色。葉の裏面に毛がないものは、ケナシベニバナヤマシャクヤク（毛無紅花山芍薬、学名：Paeonia obovata Maxim. f. glabra (Makino) Kitam.）と呼ばれている。

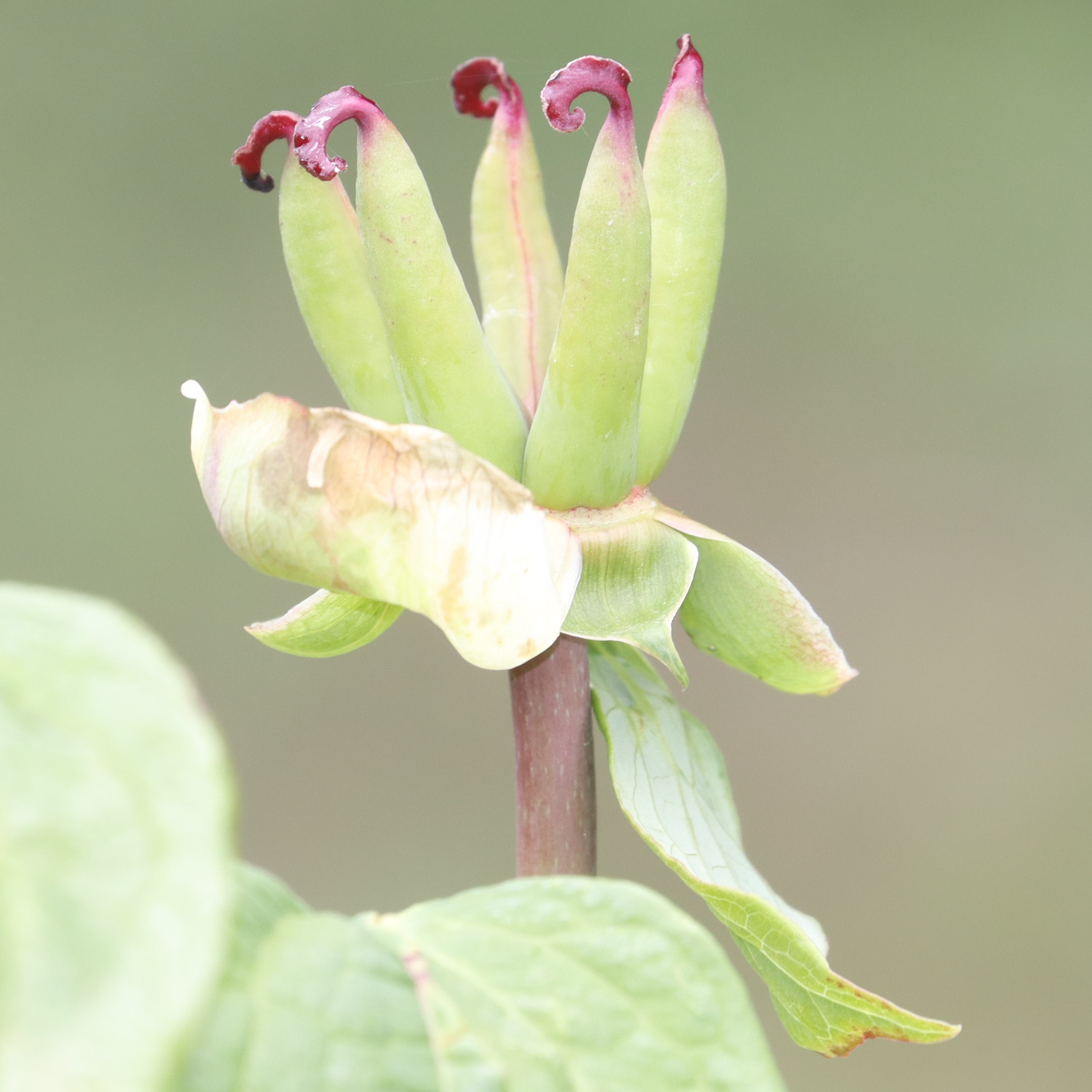
花弁が落ちた直後の若い袋果
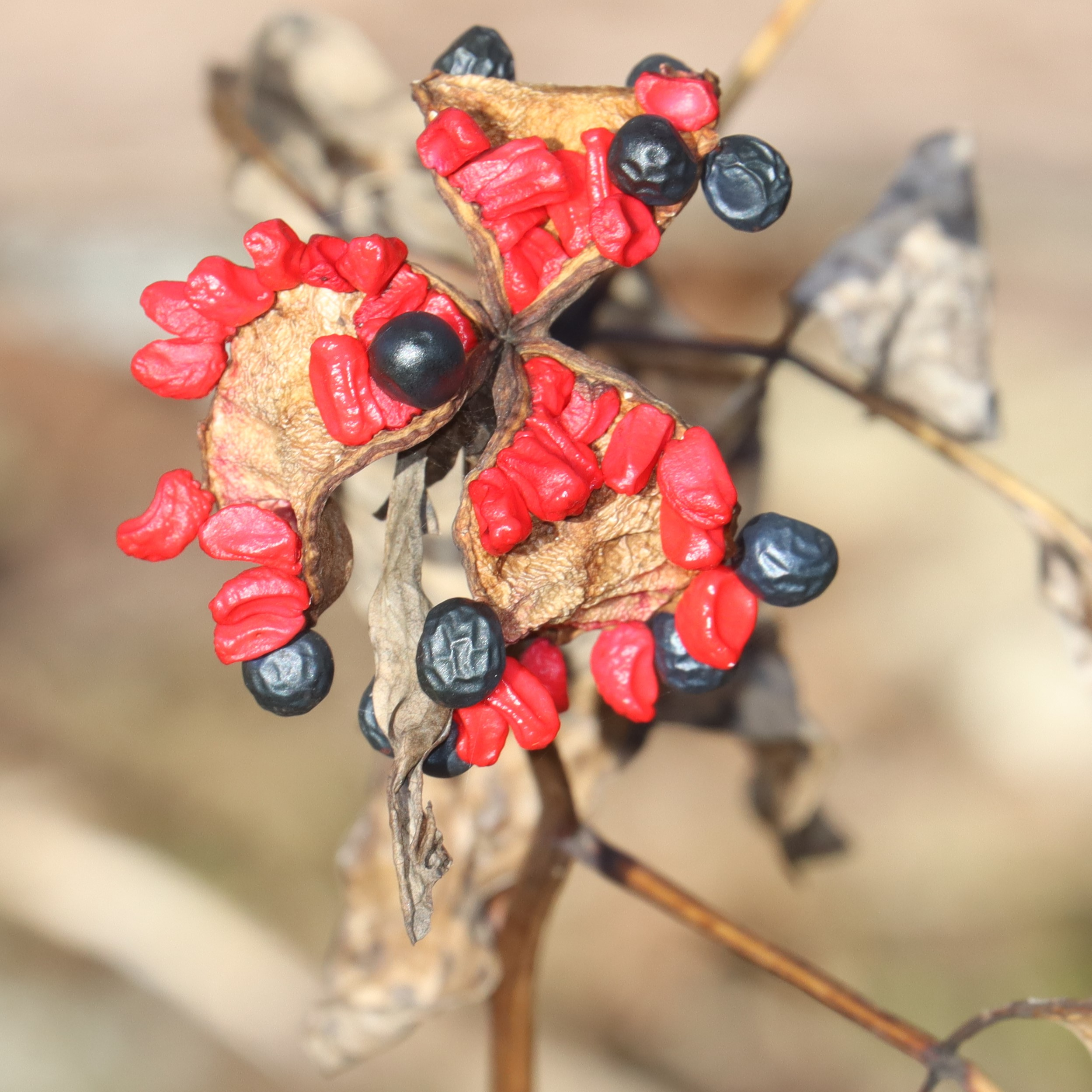
袋果が開出後、種子は黒色で球形、不稔種子は赤色

## 分布・生育環境

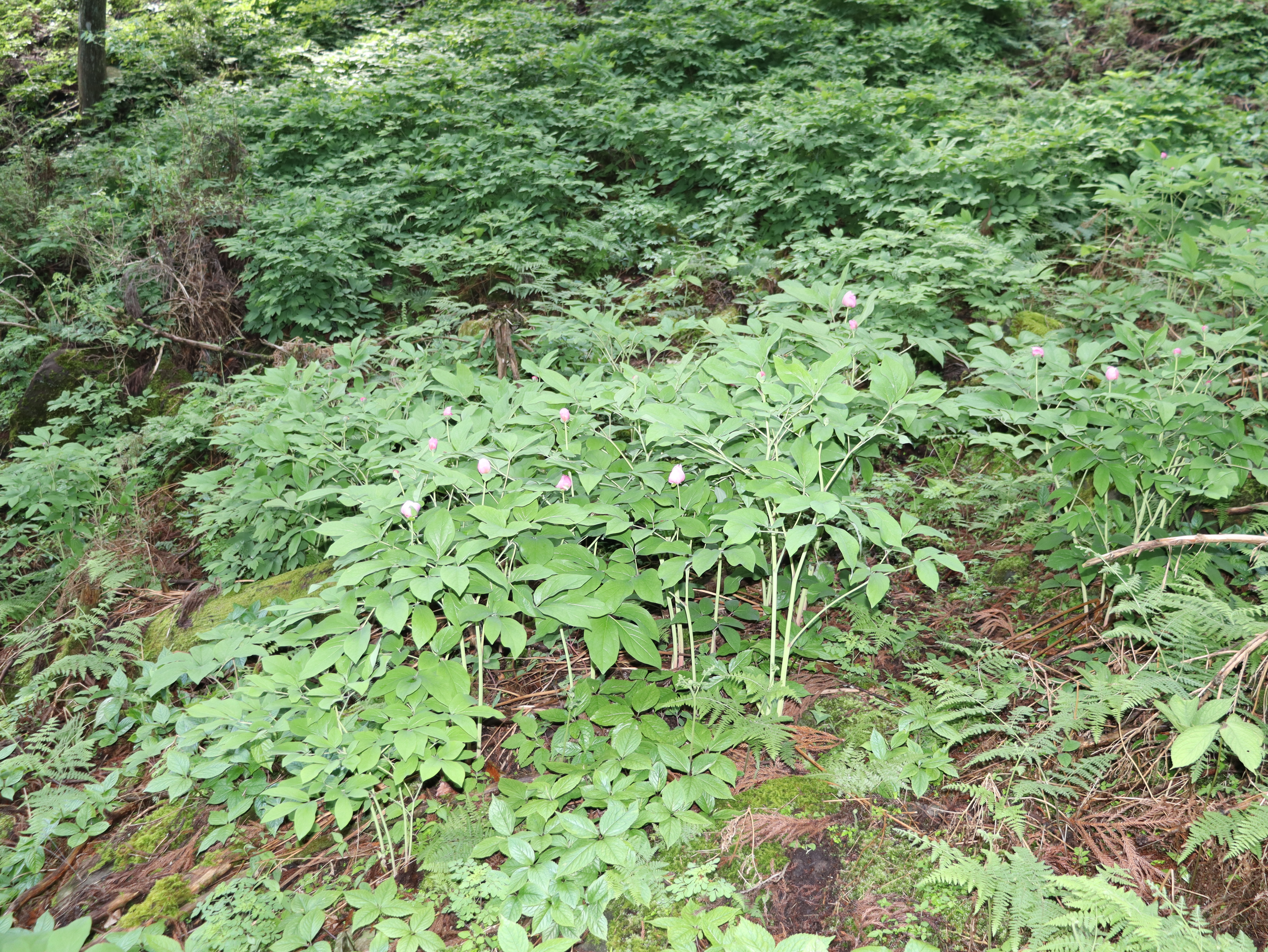
山地の林内に生育するベニバナヤマシャクヤク

中国（東北部）、樺太、朝鮮半島、日本の温帯に分布する。日本では北海道、本州、四国、九州）に分布する。
山地の落葉広葉樹林などに生育する。

## 種の保全状況評価
日本では環境省によるレッドリストで絶滅危惧II類（VU）の指定を受けていて、多数の都道府県のレッドリストで指定を受けている。北海道川上郡標茶町では、ベニバナヤマシャクヤクが2005年（平成17年）6月1日に天然記念物の指定を受けていて、網走郡美幌町ではベニバナヤマシャクヤク自生地が1999年（平成11年）に町の文化財の指定を受けている。宮崎県小林市では、ケナシベニバナヤマシャクヤクが、1975年（昭和50年）5月23日に天然記念物の指定を受けている。
絶滅危惧II類 (VU)（環境省レッドリスト）